# ISO 3166-2:BO
کد ISO 3166-2:BO بخشی از استاندارد ایزو ۳۱۶۶ برای کشور بولیوی است که توسط سازمان بین‌المللی استانداردسازی ISO تنظیم شده‌است این سازمان، کدهای استاندارد را برای تقسیمات کشوری (ایالت‌ها یا استان‌های) کشورهای فهرست شده در استاندارد ایزو ۳۱۶۶-۱ تعریف می‌کند.
هر کد شامل دو بخش می‌گردد که توسط علامت - جدا می‌گردند.
- بخش نخست BO که در ایزو ۳۱۶۶-۱ آلفا-۲ کد کشور بولیوی است.
- بخش دوم شامل یک یا دو یا سه حرف است که بیان کننده استان یا ایالت کشور بولیوی می‌باشد.

## کدها
| کدها | Departments of Bolivia          |
| ---- | ------------------------------- |
| BO-C | شهرستان کوچوبامبا               |
| BO-H | شهرستان چوکیساکا                |
| BO-B | استان بنی                       |
| BO-L | شهرستان لاپاز (بولیوی)          |
| BO-O | شهرستان اورورو                  |
| BO-N | شهرستان پاندو                   |
| BO-P | شهرستان پوتوسی                  |
| BO-S | Santa Cruz Department (Bolivia) |
| BO-T | شهرستان تاریخا                  |